# Hockeyweb
Hockeyweb ist ein Online-Eishockey-Medium, das seit dem 31. Juli 1999 über den Eishockeysport in Deutschland von der Deutschen Eishockey Liga bis in die untersten Ligen sowie über das internationale Eishockey berichtet.

## Geschichte
Nach ersten Vorarbeiten stand das Konzept von Hockeyweb bereits Anfang Januar 1999 fest. Initiator war der aus Duisburg stammende freie Journalist Harald Jeschke, der einige Jahre später Pressesprecher des Deutschen Eishockey-Bundes geworden ist. Hintergrund war, dass es im Printwesen zwar die Eishockey News sowie die lokale Berichterstattung der Tageszeitungen über das Eishockeygeschehen gab, aber kein Online-Medium, dass sich landesweit des Themas angenommen hatte.
Hockeyweb band schon von Beginn berufliche Journalisten, aber auch Fans ein, um über den Eishockeysport zu berichten. Hockeyweb begleitete dabei in Besonderem die Eishockey-Weltmeisterschaften, die in Deutschland stattgefunden haben, aber auch tagesaktuell alle Nachrichten rund um die Vereine und Verbände.
Gemeinsam mit den entsprechenden Reiseanbietern hat Hockeyweb dreimal eine Leserreise für Eishockeyfans nach Nordamerika veranstaltet, die mit dem Besuch von Spielen der National Hockey League verbunden war.

## Herausgeber
Zu Beginn war Harald Jeschke der maßgebliche Journalist hinter Hockeyweb. Im Jahr 2010 übernahm die Eurostream GmbH & Co. KG aus Berlin das Online-Medium. Seit dem Jahr 2012  ist die Maka-Media GmbH der Herausgeber von Hockeyweb.

## Wettbewerb
Im Nachgang zur Gründung von Hockeyweb sind weitere Online-Medien mit dem Themenschwerpunkt Eishockey entstanden. Auch die in Straubing erscheinenden Eishockey News haben inzwischen seit vielen Jahren einen Online-Auftritt.